# Gmina Chrzanów
Die Gmina Chrzanów (anhörenⓘ, ˈxʃanuf) ist eine Stadt-und-Land-Gemeinde im Powiat Chrzanów der Woiwodschaft Kleinpolen in Polen. Sitz des Powiats und der Gemeinde ist die gleichnamige Stadt mit etwa 37.300 Einwohnern.

## Geographie
Die Gemeinde liegt 25 Kilometer südöstlich von Katowice und 35 km westlich von Krakau an der Grenze zwischen dem Krakau-Częstochowa-Hochland und dem Schlesischen Hochland. Zu den Gewässern gehört der Fluss Chechło, ein Nebenfluss der Weichsel (Wisła). 
Die Gemeinde hat eine Flächenausdehnung von 79,33 km², 45 % werden land- und 37 % forstwirtschaftlich genutzt.

## Geschichte
Von 1975 bis 1998 gehörte die Gemeinde zur Woiwodschaft Katowice.

### Partnerschaften
Es bestehen drei Gemeindepartnerschaften mit:
- Harnes, Frankreich, seit 1981
- Iwano-Frankiwsk, Ukraine, seit 2001
- Nyékládháza, Ungarn, seit 1998.

## Gliederung

Gliederung der Gemeinde

Die Stadt-und-Land-Gemeinde (gmina miejsko-wiejska) Chrzanów besteht aus der namensgebenden Stadt und den vier folgenden Dörfern mit sechs Schulzenämtern:
Balin mit dem Ortsteil Okradziejówka, Luszowice, Płaza, Pogorzyce mit dem Ortsteil Źrebce.

## Bildung
Die Gemeinde verfügt über elf Kindergärten (Przedszkole), neun Grundschulen (Szkoła podstawowa) fünf Mittelschulen (Gimnazjum) und zwei Gymnasien (Liceum). Sie betreibt auch eine öffentliche Bibliothek.

## Verkehr
Durch die Gemeinde verlaufen die Autostrada A4, die Landesstraße DK 79 und die Woiwodschaftsstraßen DW 781 und DW 933.
Der Bahnhof Chrzanów liegt an der Kreuzung der nahezu stillgelegten Bahnstrecke Jaworzno–Bolęcin mit der Bahnstrecke Trzebinia–Zebrzydowice. Der Ort Balin hat einen Haltepunkt an der Bahnstrecke Dąbrowa Górnicza Ząbkowice–Kraków.